# Ghandhara Industries
La Ghandhara Industries Limited (GIL) è un'azienda quotata in tutte le borse del Pakistan. È stata fondata dalla General Motors Overseas Distribution Corporation nel 1963, quando il tenente generale Habibullah Khan Khattak acquistò queste strutture dalla General Motors e cambiò il loro nome in Ghandhara Industries Limited. Il governo del Pakistan nazionalizzò le Ghandhara Industries nel 1972 e le ribattezzò National Motors Limited.
Nel 1992, fu acquistata dalla Bibojee Services (Private) Limited, che le ridiede il suo nome originale di Ghandhara Industries Limited il 27 novembre 1999. Le principali attività della società sono di manifattura, montaggio e commercializzazione di camion e autobus sotto la marca Isuzu, fabbricazione di telai di autobus e corpi di carico per altre marche. La sede centrale della Ghandhara Industries si trova a Karachi.

## Prodotti principali
- ISUZU FTR truck
- ISUZU FTS truck
- ISUZU FVR truck
- ISUZU FVZ truck
- ISUZU NPS truck
- ISUZU NPR truck
- ISUZU NKR truck
- ISUZU NHR truck
- ISUZU NPR bus
- ISUZU NKR bus
- Isuzu MT Bus
- ISUZU Light Commercial Vehicles
- ISUZU Bus / Load Body Fabrication